# Mimasura impuncta
Mimasura impuncta là một loài bướm đêm trong họ Noctuidae.